# 斎藤明 (仏教学者)
斎藤 明（さいとう あきら、1950年- ）は、日本の仏教学者、東京大学名誉教授・国際仏教学大学院大学教授、日本印度学仏教学会理事長。

## 略歴
1950年、東京都生まれ。1976年に東京大学文学部倫理学専修を卒業。1979年、同大学院人文科学研究科印度哲学修士課程修了。1981年から1984年まで、オーストラリア国立大学アジア研究学部博士課程に留学。1984年、東大博士課程を単位取得退学し、同大助手となった。また翌年の1985年、「A study of the Buddhapālita-Mūlamadhyamaka」をオーストラリア国立大学に提出してPh.Dを取得。
1988年より三重大学人文学部助教授、1993年に教授昇進。2000年より東京大学人文社会系研究科教授。2008年より日本印度学仏教学会理事長。2016年に定年退任し、名誉教授となった。その後も国際仏教学大学院大学教授として教鞭をとった。
学界では、2021年度より東方学会理事長(第6期)を務めている。

## 受賞・栄典
- 1989年、日本印度学仏教学会賞
- 1994年、東方学会賞受賞
- 2011年、中村元東方学術賞

## 著作
著書
- 『敦煌出土・シヤーンテイデーヴア作『異本・入菩薩行論』の研究』（文部科学省科学研究費補助金研究成果報告書、1992年）
- 『大乗仏教の起源と実態に関する総合的研究 - 最新の研究成果を踏まえて』（文部科学省科学研究費補助金研究成果報告書、2007年）

共編著
- 『『倶舎論』を中心とした五位七十五法の定義的用例集』（高橋晃一、堀内俊郎、松田訓典、一色大悟、岸清香との共編著、インド学仏教学叢書編集委員会、2011年）
- 『大乗仏教とは何か』<シリーズ大乗仏教 1>（桂紹隆・下田正弘・末木文美士との共編、高崎直道監修、春秋社、2012年）
- 『大乗仏教の誕生』<シリーズ大乗仏教 2>（桂紹隆・下田正弘・末木文美士との共編、高崎直道監修、春秋社、2012年）
- 『大乗仏教の実践』<シリーズ大乗仏教 3>（桂紹隆・下田正弘・末木文美士との共編、高崎直道監修、春秋社、2012年）
- 『認識論と論理学』<シリーズ大乗仏教 9>（桂紹隆・下田正弘・末木文美士との共編、高崎直道監修、春秋社、2012年）

論文
- CiNii>斎藤明
- INBUDS>斎藤明